# Junction Point Studios
Junction Point Studios fue un desarrollador de videojuegos estadounidense ubicado en Austin, Texas, fundado por el creador de Deus Ex, Warren Spector, en 2004. En julio de 2007, Disney Interactive Studios adquirió Junction Point Studios para desarrollar una propiedad basada en Oswald el conejo afortunado, un personaje creado por Walt Disney pero que perdió su propiedad con Universal Pictures fue hasta 2006 que el personaje fue adquirido de vuelta por The Walt Disney Company. El estudio fue cerrado en 2013.

## Historia
En noviembre de 2004, Warren Spector y Art Min crearon Junction Point. El nuevo estudio estaba compuesto por varios ex empleados de Ion Storm, donde Spector y Min trabajaron anteriormente.
Desde su inicio hasta su adquisición por Disney Interactive Studios, Junction Point estaba trabajando en un juego basado en el motor Source que iba a ser distribuido en la red de distribución Steam de Valve. Más tarde se reveló que este era un nuevo juego en la serie Half-Life de Valve, el cual fue cancelado cuando Junction Point fue adquirido.
Junction Point desarrolló Epic Mickey, un videojuego que fue lanzada para la consola Wii el 25 de noviembre de 2010 en Europa y el 30 de noviembre en América del Norte. El juego sigue la aventura de Mickey Mouse en Wasteland, una copia de Disneyland donde viven personajes olvidados como Oswald the Lucky Rabbit. Junction Point durante su producción indico que su juego seria una "combinación de acción y juego de rol, narrativa tradicional y elección del jugador", y utilizaria el motor Gamebryo de Emergent Game Technologies.
El 21 de marzo de 2012, Warren Spector anunció que estaba desarrollando una secuela para Epic Mickey titulado "Epic Mickey 2: The Power of Two" que se lanzaría para la consola Wii y Wii U.
El 29 de enero de 2013, Disney Interactive Studios anunció que cerrarían Junction Point.
Antes de que el estudio cerrara, Junction estaba trabajando en un videojuego llamado Project Goliath.

## Nombre
Hubo especulaciones sobre el nombre "Junction Point": aparentemente, este nombre fue utilizado por un juego cancelado en Looking Glass Studios, donde Spector trabajó una vez. Según las descripciones disponibles, este juego era un "juego de rol de fantasía multijugador masivo, cambiado a mitad de camino a un juego de rol de ciencia ficción para un solo jugador".

Fue en marzo de 2007 donde Spector explicó el nombre en una entrevista:
Cuando estaba con Looking Glass, lo último en lo que trabajé con ellos fue en un concepto que se me ocurrió junto con Doug Church y algunos otros. Fue un enfoque muy diferente para los juegos multijugador en línea llamado Junction Point. Me encantó el nombre y el concepto. No estoy revelando nada demasiado dramático ya que no estamos haciendo el juego, aunque me encantaría algún día, pero el nombre me pareció más adecuado para un estudio que para un juego. ... También es agradable que se abrevie como JPS, que suena bien al pronunciarlo.

## Juegos desarrollados
| Año       | Juego                          | Plataforma(s)                                                            |
| --------- | ------------------------------ | ------------------------------------------------------------------------ |
| Cancelado | Untitled Half-Life 2 episode   | Microsoft Windows (Steam)                                                |
| Cancelado | Sleeping Giants                | Microsoft Windows, PlayStation 3, Xbox 360                               |
| 2010      | Epic Mickey                    | Wii                                                                      |
| 2012      | Epic Mickey 2: El poder de dos | Microsoft Windows, PlayStation 3, Xbox 360, Wii U, PlayStation Vita, Wii |